# 리쉐펑
리쉐펑(중국어 간체자: 李学鹏, 1988년 11월 18일 ~ )은 중국의 축구 선수이다. 포지션은 수비수로 현재 중국 슈퍼리그의 광저우 헝다 타오바오소속이다.

## 선수 경력

### 클럽팀 경력
2004년부터 다롄 스더의 유스팀에 소속되어 있었으며, 2007년 다롄의 1군팀으로 승격되었다. 2007년 8월 9일 칭다오 중넝과의 경기에서 프로 데뷔전을 치렀다. 2007년 11월 4일 항저우 그린타운과의 경기에서 프로 데뷔골을 기록했다. 2007시즌이 끝나고 홍콩 1부 리그의 시티즌 AA로 임대되었다. 2007년 12월 2일 해피밸리 AA와의 경기에서 홍콩 이적 후 첫 경기를 소화했다. 2008시즌을 앞두고 원 소속팀인 다롄에 복귀를 했다. 하지만 이 시즌에 다롄은 2부리그인 중국 갑급리그로 강등위기를 거치며 가까스로 잔류에 성공했다. 2009시즌을 앞두고 리쉐펑은 팀의 주요 멤버 중 하나로 손꼽혔다. 이 때 리쉐펑은 미드필더와 수비수 포지션 양쪽에서 경기를 치렀으며 그의 활약 덕택에 다롄은 중위권 성적을 거둘 수 있었다. 하지만 2012시즌 리쉐펑은 주전 경쟁에서 떨어졌고 단 3경기만을 출전했다.
2013시즌을 앞두고 리쉐펑은 다롄 아얼빈으로 이적했다. 이적 후인 2013시즌 다롄 스더에서보다 많은 경기를 소화하면서 27경기 1골을 기록했다.
2014년 여름 이적시장에서 팀 동료인 위한차오와 함께 중국 슈퍼리그의 광저우 헝다 타오바오로 이적했다. 2014년 7월 27일 허난 젠예와의 경기에서 광저우 이적 후 첫 경기를 치렀다.

### 국가대표팀 경력
2010년 6월 4일 프랑스 축구 국가대표팀과의 경기에서 중국 축구 국가대표팀 데뷔전을 가졌다. 2011년 AFC 아시안컵에 참가하는 중국 대표팀 최종명단에 포함되었으며 조별리그 3차전인 우즈베키스탄 축구 국가대표팀과의 경기에 출전을 했다.
2019년 AFC 아시안컵을 위한 중국 축구 국가대표팀 예비명단에 포함되었지만, 부상으로 인해 최종명단에 드는 것에는 실패했다.

## 수상

### 팀
- 중국 슈퍼리그 우승: 2014, 2015, 2016, 2017
- AFC 챔피언스리그 우승: 2015
- 중국 FA컵 우승: 2016
- 중국 FA 슈퍼컵 우승: 2016, 2017, 2018

### 개인
- 중국 슈퍼리그 올해의 팀: 2018